# Sauris victoria
Sauris victoria är en fjärilsart som beskrevs av Robinson 1975. Sauris victoria ingår i släktet Sauris och familjen mätare. Inga underarter finns listade.